# Bundesautobahn 70
Bundesautobahn 70 (em português: Auto-estrada Federal 70) ou A 70, é uma auto-estrada na Alemanha.
A Bundesautobahn 70 tem 120 km de comprimento.

## Estados
Estados percorridos por esta auto-estrada:
- Baviera